# Litvánia az 1998. évi téli olimpiai játékokon
Litvánia a japán Naganóban megrendezett 1998. évi téli olimpiai játékok egyik részt vevő nemzete volt. Az országot az olimpián 4 sportágban 7 sportoló képviselte, akik érmet nem szereztek.

## Alpesisí
Férfi
| Versenyző     | Versenyszám | Eredmény | Helyezés |
| ------------- | ----------- | -------- | -------- |
| Linas Vaitkus | Lesiklás    | 1:56,22  | 25.      |

| Versenyző     | Versenyszám | Műlesiklás | Műlesiklás | Műlesiklás    | Műlesiklás    | Műlesiklás | Műlesiklás | Lesiklás | Lesiklás | Összesítés | Összesítés |
| Versenyző     | Versenyszám | 1. futam   | 1. futam   | 2. futam      | 2. futam      | Össz.      | Össz.      | Lesiklás | Lesiklás | Összesítés | Összesítés |
| Versenyző     | Versenyszám | Idő        | Hely.      | Idő           | Hely.         | Idő        | Hely.      | Idő      | Hely.    | Idő        | Helyezés   |
| ------------- | ----------- | ---------- | ---------- | ------------- | ------------- | ---------- | ---------- | -------- | -------- | ---------- | ---------- |
| Linas Vaitkus | Összetett   | 58,93      | 24.        | nem ért célba | nem ért célba | kiesett    | kiesett    | kiesett  | kiesett  | kiesett    | kiesett    |

## Biatlon
Férfi
| Versenyző        | Versenyszám  | Lövőhiba    | Időeredmény | Helyezés |
| ---------------- | ------------ | ----------- | ----------- | -------- |
| Liutauras Barila | 10 km sprint | 5 (4+1)     | 31:23,7     | 59.      |
| Liutauras Barila | 20 km egyéni | 5 (1+0+3+1) | 1:02:12,2   | 43.      |

## Műkorcsolya
| Versenyző                           | Versenyszám | Kötelező tánc 1   | Kötelező tánc 1 | Kötelező tánc 1 | Kötelező tánc 2   | Kötelező tánc 2 | Kötelező tánc 2 | Eredeti (original) tánc | Eredeti (original) tánc | Eredeti (original) tánc | Kűr               | Kűr   | Kűr         | Összesítés         | Összesítés |
| Versenyző                           | Versenyszám | Több. hely. száma | Hely.           | Hely. pont.     | Több. hely. száma | Hely.           | Hely. pont.     | Több. hely. száma       | Hely.                   | Hely. pont.             | Több. hely. száma | Hely. | Hely. pont. | Helyezési pontszám | Helyezés   |
| ----------------------------------- | ----------- | ----------------- | --------------- | --------------- | ----------------- | --------------- | --------------- | ----------------------- | ----------------------- | ----------------------- | ----------------- | ----- | ----------- | ------------------ | ---------- |
| Margarita Drobiazko Povilas Vanagas | Jégtánc     | 6×9+              | 8.              | 1,6             | 8×9+              | 9.              | 1,8             | 8×8+                    | 8.                      | 4,8                     | 8×8+              | 8.    | 8,0         | 16,2               | 8.         |

## Sífutás
Férfi
| Versenyző           | Versenyszám         | Eredmény      | Helyezés      |
| ------------------- | ------------------- | ------------- | ------------- |
| Ričardas Panavas    | 10 km               | 29:24,1       | 30.           |
| Ričardas Panavas    | 15 km üldözőverseny | 45:12,3       | 42.           |
| Ričardas Panavas    | 30 km               | 1:41:15,6     | 30.           |
| Ričardas Panavas    | 50 km               | nem ért célba | nem ért célba |
| Vladislavas Zybaila | 10 km               | 30:09,9       | 44.           |
| Vladislavas Zybaila | 15 km üldözőverseny | 46:12,9       | 51.           |
| Vladislavas Zybaila | 30 km               | nem ért célba | nem ért célba |
| Vladislavas Zybaila | 50 km               | 2:23:34,6     | 51.           |

Női
| Versenyző           | Versenyszám         | Eredmény  | Helyezés |
| ------------------- | ------------------- | --------- | -------- |
| Kazimiera Strolienė | 5 km                | 21:17,5   | 76.      |
| Kazimiera Strolienė | 10 km üldözőverseny | 38:44,3   | 68.      |
| Kazimiera Strolienė | 15 km               | 58:48,3   | 64.      |
| Kazimiera Strolienė | 30 km               | 1:40:57,9 | 55.      |